# Østbirk
Østbirk is een plaats in de Deense regio Midden-Jutland, gemeente Horsens, en telt 1940 inwoners (2008).

## Station

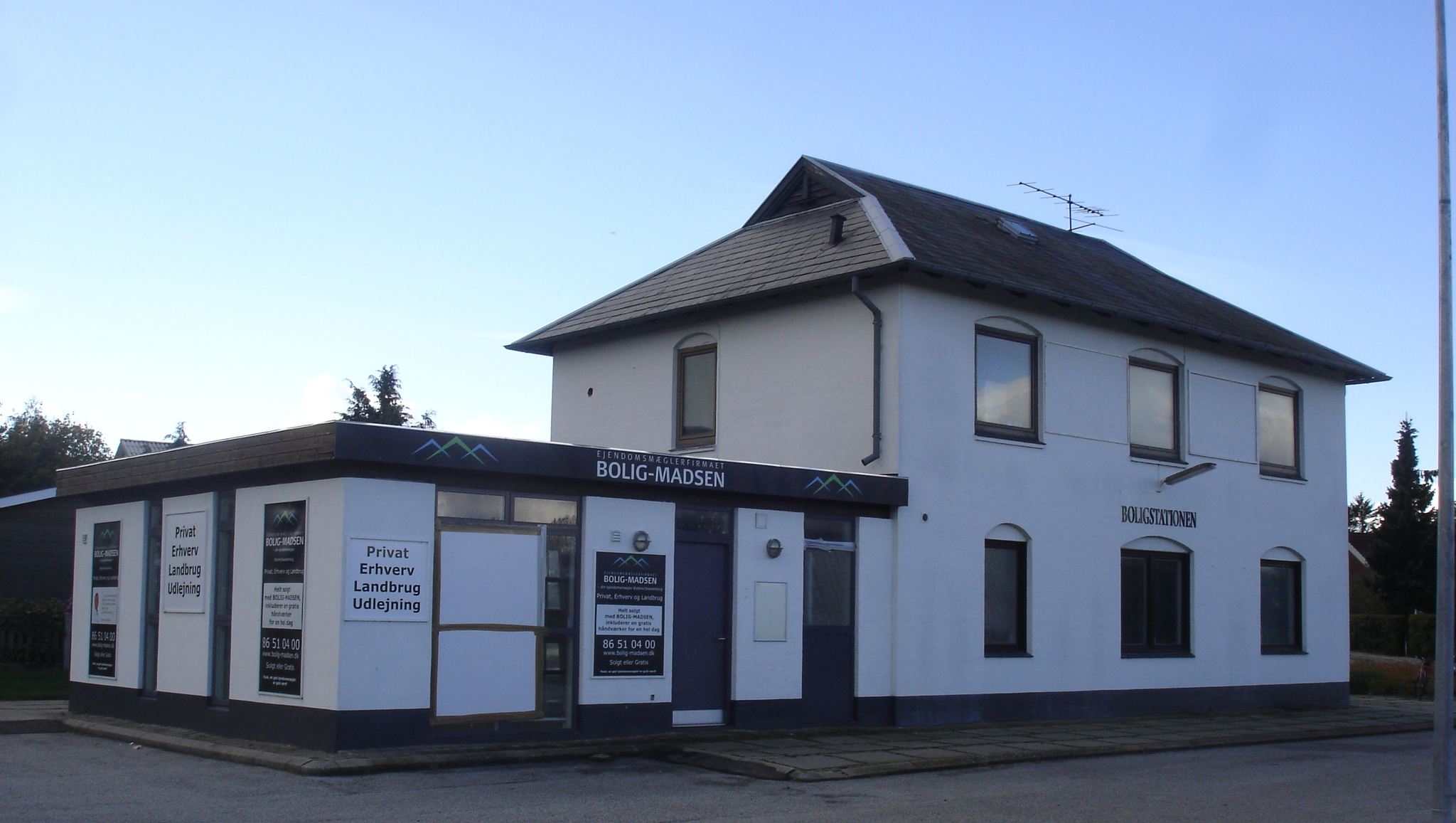
Voormalig station

Østbirk ligt aan de route van de voormalige spoorlijn Horsens - Silkeborg. Deze lijn werd in twee gedeeltes aangelegd in 1899 en 1929. In 1968 werd de lijn gesloten. Meerdere stations, waaronder het voormalige station van Østbirk, zijn bewaard gebleven.